# 維斯朝聖教堂
維斯教堂（Wieskirche，全称Wallfahrtskirche zum Gegeißelten Heiland auf der Wies，意为“維斯受鞭打的救世主朝圣教堂”），位于德国巴伐利亚州施泰因加登（Steingaden）镇维斯区，於1745年至1754年由约翰·巴普蒂斯特·齐默尔曼（1680年1月3日－1758年3月2日）和多米尼库斯·齐默尔曼（1685年6月30日－1766年11月16日）兄弟设计建造，他们都是德国洛可可风格的画家和建筑师。維斯教堂采用了當時流行的洛可可設計，因相传教堂内的救世主像曾落泪而成为圣地，是一座雄伟的朝圣教堂，其室內裝潢相當出色，1983年被列为世界文化遗产。

## 历史

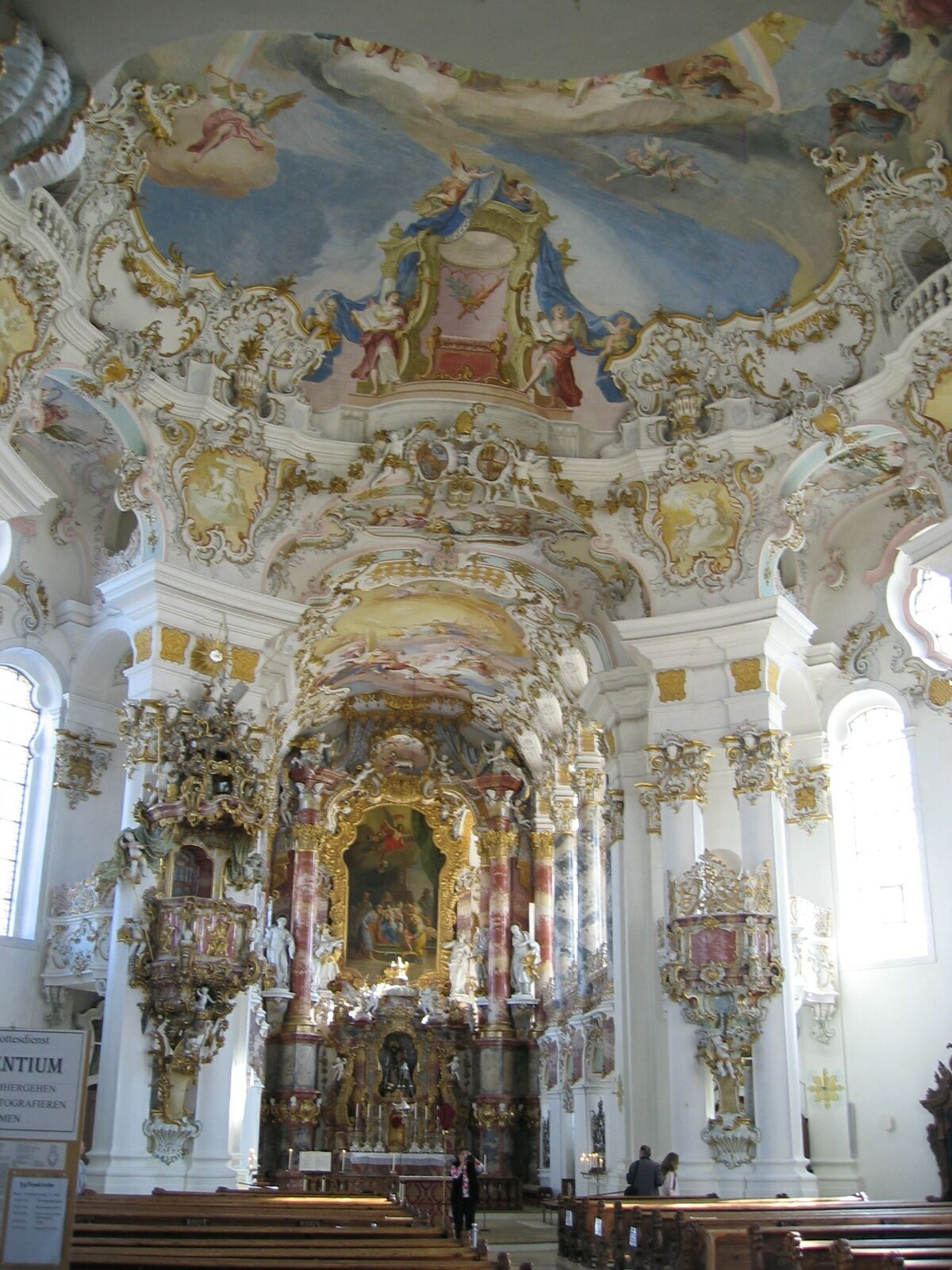
维斯教堂内的圣坛

维斯教堂中供奉的是一尊受鞭打的救世主雕像，由帕特尔·马格努斯·施特劳布（Pater Magnus Straub）和卢卡斯·施魏格尔（Lukas Schweiger）兄弟于1730年在上巴伐利亚的施泰因加登修道院雕刻完成。传说1738年6月14日，维斯的一位名叫玛丽亚·洛吕（Maria Lory）的女农民在救世主雕像的眼睛中看到了几滴眼泪，消息传开以后，很快引来了礼拜和朝圣的人潮，人们蜂拥前往一睹传说中流泪的救世主雕像，为了满足人们的需求，维斯建造起了一座小型的礼拜堂，它就是维斯教堂的前身。
1745年至1754年，齐默尔曼兄弟在Abt Marinus II. Mayer的带领下建造了现在这座洛可可风格的维斯教堂，圣坛上的画作是由慕尼黑的宫廷画师巴尔塔萨·奥古斯特·阿尔布雷希特（Balthasar August Albrecht）创作的；四位西方世界伟大神学家希尔尼玛斯（Hieronymus）、安波罗修、圣奥古斯丁和额我略一世的雕像，是蒂罗尔画家安东·施图尔姆（Anton Sturm）的成熟期作品；教堂的管风琴造于1957年。
随着巴伐利亚地区政教分离的开始，19世纪初维斯教堂曾被下令准备拍卖和拆除掉，被当地的农民抢救了下来，也使得朝圣能够继续。

## 文化

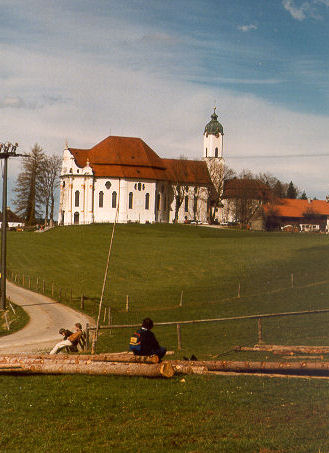
維斯朝聖教堂

1983年维斯教堂入选為世界文化遗产名录，1985年至1991年花费了1060万马克进行整修。现在每年有超过一百万人来到这里，教堂内经常性地举宗教音乐会。5月1日是维斯每年朝圣的开始，而每年的6月14日和接下来的星期日则是“耶稣的眼泪”节，以纪念救世主雕像落泪奇迹的发生和维斯圣地的建立。

## 外部連結
- 維斯教堂官方网站 （德文）
- Pilgrimage Church of Wies UNESCO Official Website （页面存档备份，存于）